# Domagoj (hrvaški knez)
Domagoj, knez med Slovani v notranji Dalmaciji (kasnejši Hrvaški) in obenem frankovski vazal, * ?, † 876. 
Domagoj je na prestolu nasledil kneza Trpimirja I. Bil utemeljitelj dinastije Domagojevićev in je bil poznan kot bojevit vladar, sprva kot gusarski voditelj in nato kot zaveznik Frankov v bojih pri Bariju.

## Domagojeva vladavina
O tem, kako se je Domagoj dokopal do oblasti, ni jasne slike. O njegovih začetkih z zanesljivostjo vemo le to, da ni bil iz rodu Trpimirovićev. Verjetno je njegov politični vzpon posledica verskih sporov iz okrog leta 864, v katerih so se Trpimirjevi sinovi pridružili dalmatinskim bizantinskim škofom, velik del ljudstva pa  je še naprej podpiral oblast papeža.
Domagoj se je sprva celo uprl Frankom, saj je napadal benečanske ladje in je v svojih pohodih ogrozil tudi istrska mesta, zato ga vir omenja kot najslabšega slovanskega kneza. V samih Benetkah so 13. septembra 864 sužnji, ki so verjetno prihajali iz vrst dalmatinskih Slovanov, igrali eno ključnih vlog v umoru doža Pietra Tribuna. Nejevoljni Benečani so pod vodstvom doža Orsa Partizipazia tudi sami napadli Domagoja in  ga prisilili, da je moral leta 865 ali 866 skleniti mirovno pogodbo, v kateri je Benečanom dovolil nemoteno plovbo, obenem pa jim je moral predati talce. V času njegove vladavine je prišlo do pomembnih sprememb v bizantinski politiki: tamkaj je zavladal Vasilij I., ki je osnoval  temo  Dalmacijo. V to temo so bili vključeni vsi prebivalci obmorskih področij z izjemo Neretljanov in Domagojevih Slovanov, ki so še naprej priznavali frankovsko nadoblast. Še leta 871 se je Domagoj kot frankovski vazal udeležil obleganja italijanskega obmorskega mesta Bari, ki je bil tedaj v rokah Arabcev. Iz Bizanca so se v času obleganja Barija iz osmega koncila vračali neki škofje, ki naj bi jih napadli Neretljani in jim zaplenili tudi koncilske akte. Verjetno gre za izmišljene obtožbe, ki si jih je omislil Bizanc, da bi lažje povečal svoj vpliv med dalmatinskimi Slovani. Vsekakor je to povzročilo velike napetosti v odnosih med Hrvati, Neretljani in Bizancem, Prav Bizantinci so verjetno tisti, ki so sprožili tudi vstajo proti Domagoju. Kakorkoli že, se je papež Janez VIII. zaradi napada na vračajoče se škofe obrnil na slavnega kneza Domagoja in ga prosil, da svojim piratom prepreči napade. Na tej osnovi so možna sklepanja, da je bil Domagoj mogoče neretljanski knez, ki se je dokopal do oblasti v Trpimirjevi kneževini, in da je bilo do kneza Zdeslava ozemlje Neretljanov del kneževine, ki kasneje postane znana kot Hrvaška: v nekem veliko kasnejšem viru iz 15/16. stoletja je Domagoj izrecno omenjen kot princ Neretljanov (Domoghoi, prinze de Narentani), pojavljajo pa se trditve, da je končnica -goj značilna za imena neretljanskih vladarjev Domagoja in Berigoja.
Kmalu zatem je prišlo do bojev za italsko dediščino, v katere so bili vpleteni tudi Bizantinci in nemški Franki. Obstaja možnost, da je Domagoj popustil pred beneško-nemškim pritiskom in mora celo padel v uporu. Po njegovi smrti so proti Domagojevim sinovom, o katerih sicer ne vemo ničesar, nastopili Bizantinci s svojim kandidatom za prestol- Zdeslavom Trpimirovićem.